# 真赤な太陽 (フラワーカンパニーズの曲)
「真赤な太陽」（まっかなたいよう）は、日本のバンド・フラワーカンパニーズの13枚目のシングル。

## 解説
前作から約1年半ぶりにリリースされたシングルで、ライブ会場限定で販売された。

## 収録曲
1. 真赤な太陽
2. 少年
3. 幸せまっしぐら

## 収録アルバム
- 吐きたくなるほど愛されたい（#1, #2）
- BEST FLOWER 〜Trash Years〜（#1）
- LIVE TRASH, RARE TRASH（#2, #3） ともに新バージョンで収録